# Olivier de Cock
Olivier de Cock (Eeklo, Bélgica, 9 de noviembre de 1975) es un exfutbolista belga, se desempeñó como lateral derecho, fue internacional con la selección de fútbol de Bélgica desde 2002 hasta 2005.

## Clubes
| Club                 | País     | Año         |
| -------------------- | -------- | ----------- |
| Club Brujas          | Bélgica  | 1995 - 2007 |
| Fortuna Düsseldorf   | Alemania | 2007 - 2008 |
| Rot-Weiss Oberhausen | Alemania | 2008 - 2009 |
| KV Oostende          | Bélgica  | 2010        |
| KSV Roeselare        | Bélgica  | 2010 - 2011 |
| SVV Damme            | Bélgica  | 2011 - 2014 |

- Datos: Q1372677